# Marlborough House

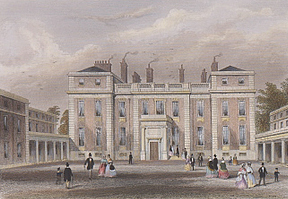
Imatge de l'entrada publicada el 1850.

Marlborough House és una mansió a Westminster, Londres. Va ser construïda per a Sara, la Duquessa de Marlborough, una amiga íntima de la Reina Ana d'Anglaterra. Va ser dissenyada per Christopher Wren pare i fill i l'obra va culminar el 1711.
Actualment és la seu del Secretariat General de la Mancomunitat Britànica de Nacions.